# クイーン・エリザベス・シアター

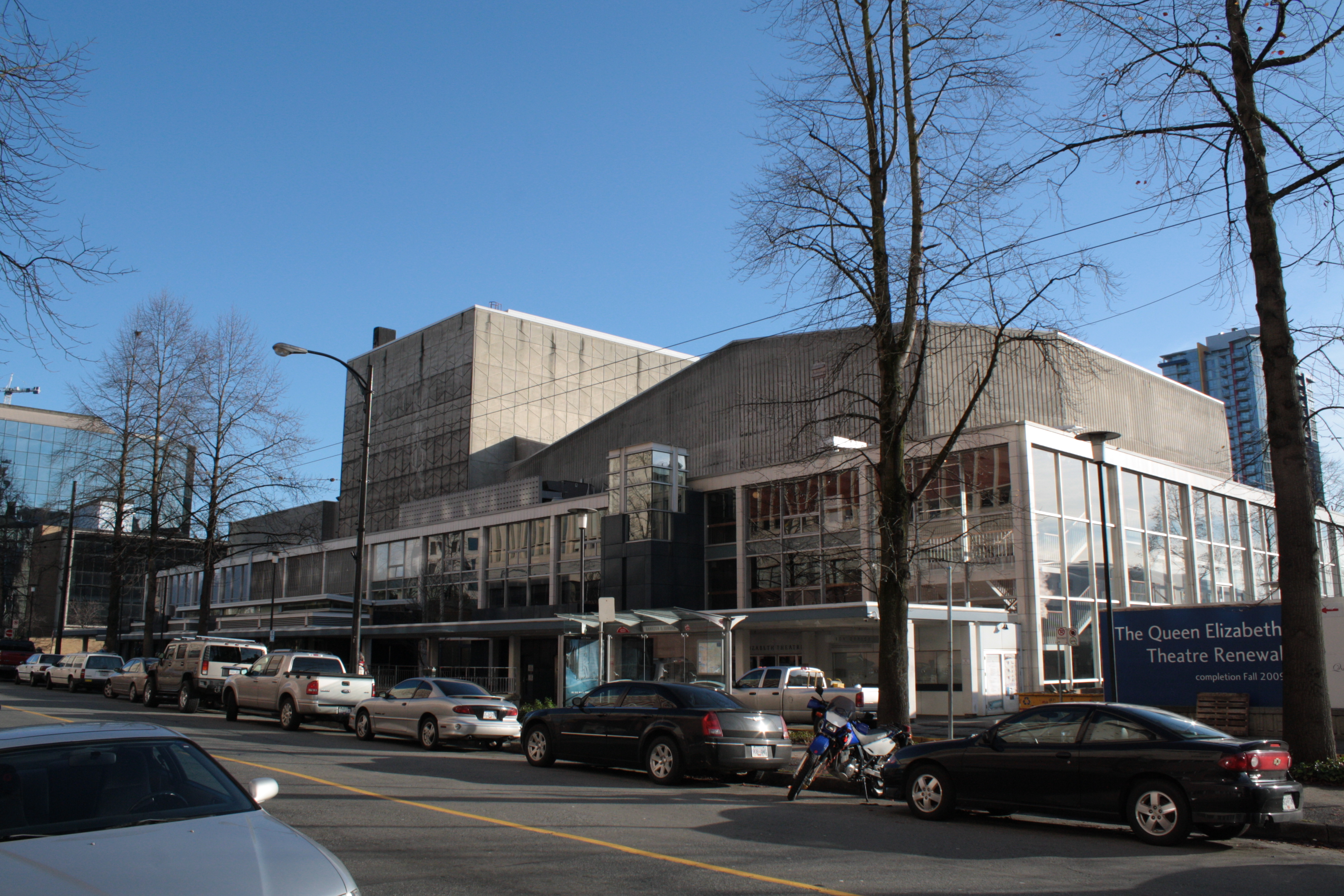
Queen Elizabeth Theatre, Vancouver

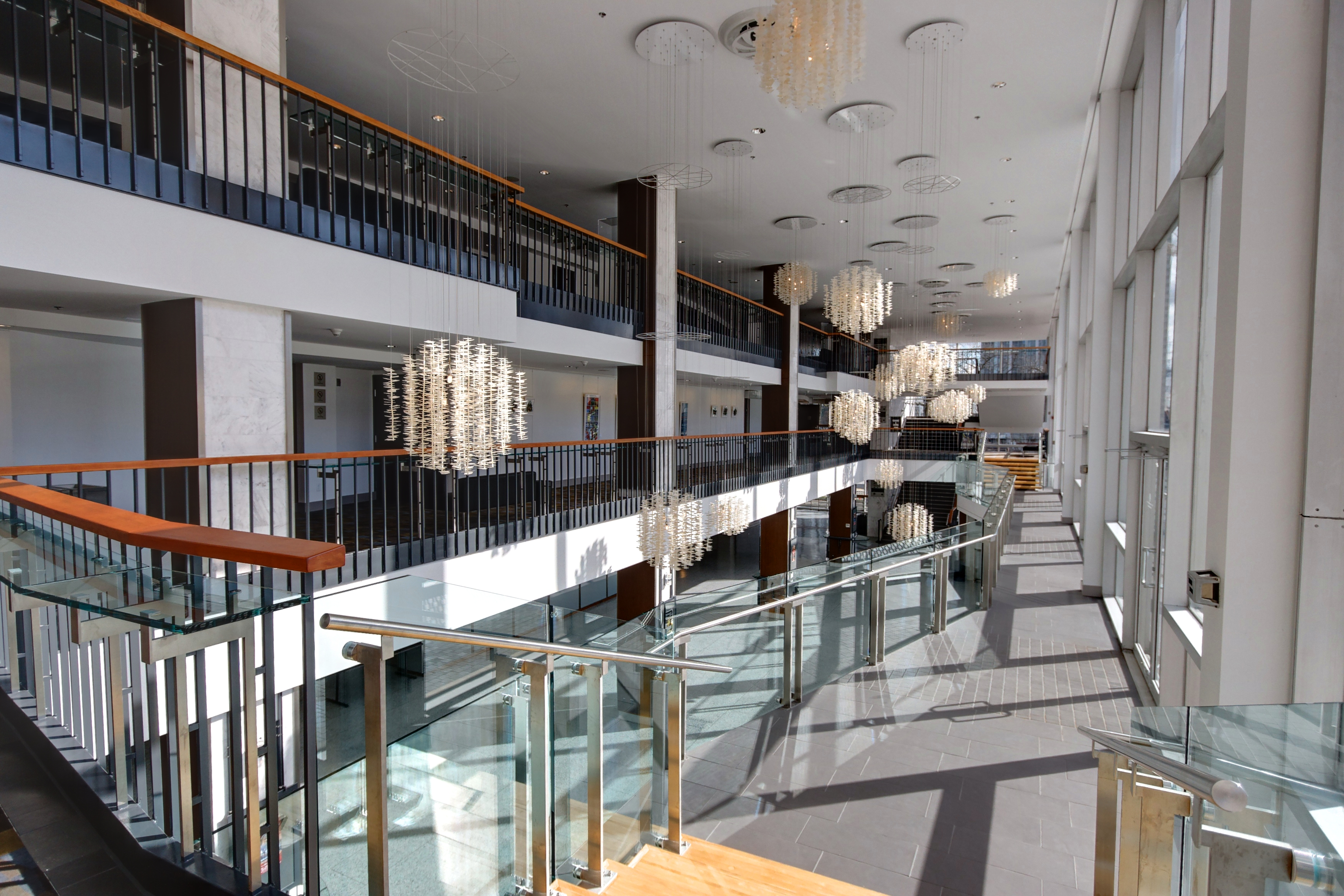
Lobby

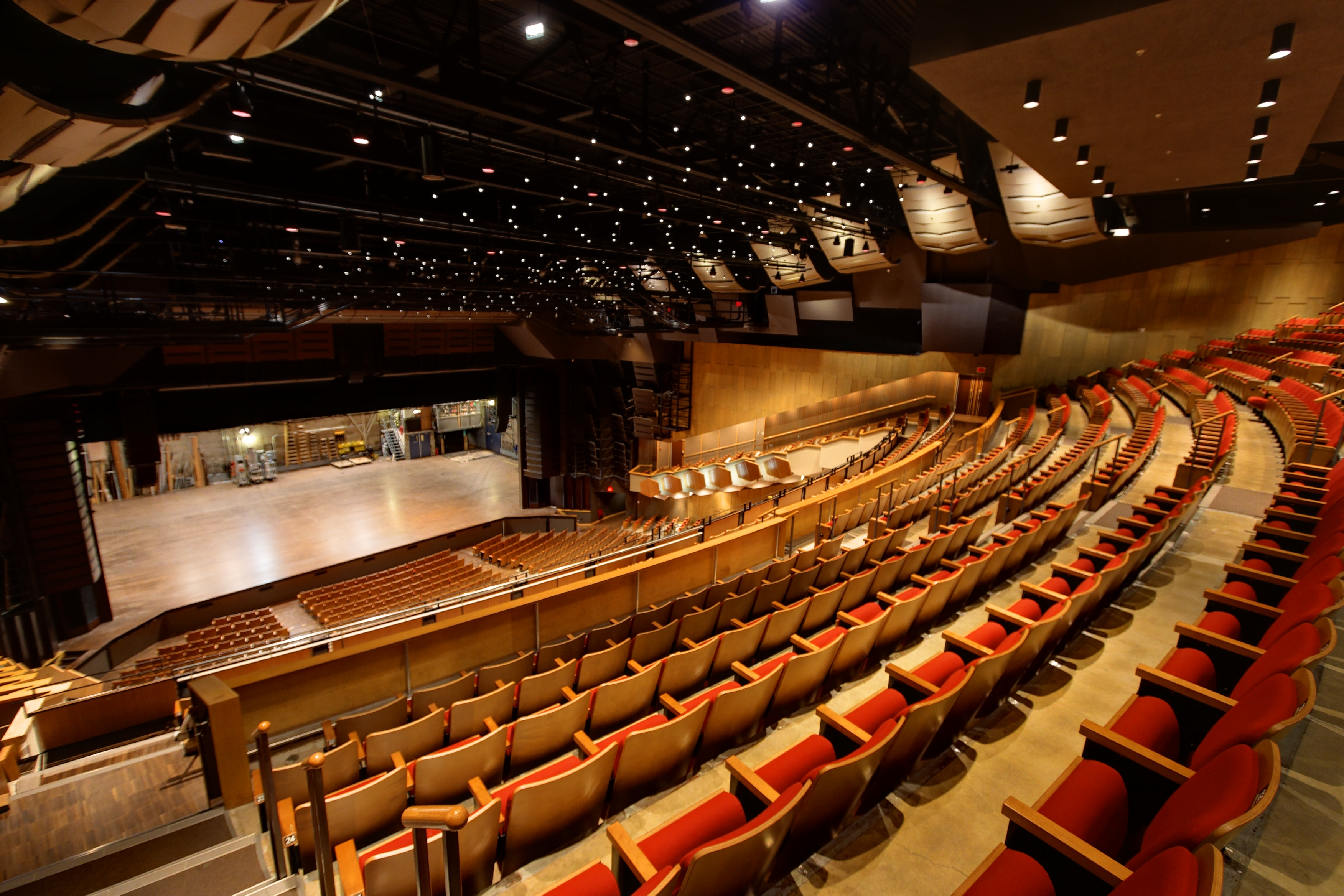
Theatre interior

クイーン・エリザベス・シアター (Queen Elizabeth Theatre) は、カナダのブリティッシュコロンビア州バンクーバーの繁華街にある劇場。オーフェウム、バンクーバー・プレイハウスと共に、バンクーバー市民劇場課が運営する3つの劇場のうちの1つである。劇場の名称はカナダの元元首であるエリザベス2世に由来する。
バンクーバー・オペラとバレエBCが本拠地として利用している。かつてはバンクーバー交響楽団も本拠地として利用していた。1年を通して様々な音楽イベントを催している。ステージは21.34m x 12.19mで、最大で2,929人を収容可能である。
この劇場はモントリオールを拠点とする建築会社「Affleck, Desbarats, Dimakopoulos, Lebensold, Sise」の最初のプロジェクトである。1959年に開業した。